# Zarzecze (sielsowiet Siehniewicze)
Zarzecze (biał. Зарэчча, Zareczcza; ros. Заречье, Zareczje) – wieś na Białorusi, w obwodzie brzeskim, w rejonie bereskim, w sielsowiecie Siehniewicze.

## Historia
W XIX i w początkach XX w. położone były w Rosji, w guberni grodzieńskiej, w powiecie prużańskim, w gminie Rewiatycze.
W dwudziestoleciu międzywojennym leżały w Polsce, w województwie poleskim, w powiecie prużańskim, do 1 kwietnia 1932 w gminie Rewiatycze, następnie w gminie Siechniewicze. W 1921 miejscowość liczyła 190 mieszkańców, zamieszkałych w 35 budynkach, w tym 108 Białorusinów i 82 Polaków. 108 mieszkańców było wyznania prawosławnego i 82 rzymskokatolickiego.
Po II wojnie światowej w granicach Związku Sowieckiego. Od 1991 w niepodległej Białorusi.